# Róża Wichury
Róża Wichury (Rosa luciae) – gatunek krzewu należący do rodziny różowatych. Nazwa polska pochodzi stąd, że roślina ta została opisana jako Rosa wichuraiana Crép. Jednak według nowszych ujęć taksonomicznych jest to synonim gatunku Rosa luciae. Pochodzi z Azji: Japonii, Korei, Chin i Tajwanu oraz Filipin.

## Morfologia
PędyCienkie, giętkie, osiągające długość do 3 m. Uzbrojone są w długie i zakrzywione kolce, na młodych pędach mające czerwony kolor. Róża ta zaliczana jest do tzw. róż pnących.
KwiatyBiałe, pachnące, od 3 do 10 w pojedynczym kwiatostanie.
LiścieBłyszczące, gładkie, ciemnozielone.
Kwiaty5-płatkowe, białe, zebrane po 3-15 w luźne baldachogrona. Młode hypancjum jest pomarańczowoczerwone.
OwoceCiemnoczerwone.

## Zmienność
Oprócz typowej formy występują dwie odmiany:
- Rosa luciae Franch. & Rochebr. ex Crép. var. fujisanensis  Makino.
- Rosa luciae Franch. & Rochebr. ex Crép. var. onoei  (Makino) Momiy. ex Ohwi (syn. Rosa onoei Makino)